# Haskell Stakes
 (octobre 2024).
Si vous disposez d'ouvrages ou d'articles de référence ou si vous connaissez des sites web de qualité traitant du thème abordé ici, merci de compléter l'article en donnant les références utiles à sa vérifiabilité et en les liant à la section « Notes et références ».
Groupe 1
Les Haskell Stakes est une course hippique de plat se déroulant au mois de juillet sur l'hippodrome de Monmouth Park à Oceanport, New Jersey, aux États-Unis.

## Caractéristiques et histoire
Créée en 1968, c'est une épreuve de groupe 1 depuis 1996, ouverte aux chevaux de 3 ans (mâles entiers et femelles) et disputée sur le dirt sur la distance de 1 800 m. L'allocation s'élève à 1 000 000 $. L'intitulé de l'épreuve a varié au cours du temps : Monmouth Invitational Handicap de 1968 à 1980, Haskell Invitational Handicap de 1981 à 2005, Haskell Invitational Stakes  de 2005 à 2019, et Haskell Stakes depuis 2020. C'est l'une des courses les plus importantes pour les 3 ans américains.
Plusieurs lauréats de la course ont par la suite reçu l'un des Eclipse Awards récompensant les meilleurs chevaux américains de l'année :
- Poulain de 3 ans de l'année : Wajima (1975), Holy Bull (1994), Skip Away (1996), Point Given (2001), War Emblem (2002), Big Brown (2008), Lookin at Lucky (2010), American Pharoah (2015), Authentic (2020)
- Pouliche de 3 ans de l'année : Serena's Song (1995), Rachel Alexandra (2009)
- Cheval de l'année : Holy Bull (1994), Point Given (2001), Rachel Alexandra (2009), American Pharoah (2015), Authentic (2020)

## Palmarès depuis 1981
| Année | Vainqueur          | Père               | Jockey                 | Entraîneur              | Propriétaire                                    | Temps   |
| ----- | ------------------ | ------------------ | ---------------------- | ----------------------- | ----------------------------------------------- | ------- |
| 2025  | Journalism         | Curlin             | Umberto Rispoli        | Michael McCarthy        | Bridlewood Farm, Don Alberto Stable & Co        | 1'48"15 |
| 2024  | Dornoch            | Good Magic         | Luis Saez              | Danny Gargan            | West Paces Racing LLC & al.                     | 1'50"31 |
| 2023  | Geaux Rocket Ride  | Candy Ride         | Mike E. Smith          | Richard Mandella        | Pin Oak Stud LLC                                | 1'49"52 |
| 2022  | Cyberknife         | Gun Runner         | Florent Géroux         | Brad H. Cox             | Gold Square LLC                                 | 1'46"24 |
| 2021  | Mandaloun          | Into Mischief      | Florent Géroux         | Brad H. Cox             | Juddmonte Farms                                 | 1'47"38 |
| 2020  | Authentic          | Into Mischief      | Mike E. Smith          | Bob Baffert             | Spendthrift Farm, MyRacehorse Stable & al.      | 1'50"45 |
| 2019  | Maximum Security   | New Year's Day     | Luis Saez              | Jason Servis            | Gary & Mary West                                | 1'47"56 |
| 2018  | Good Magic         | Curlin             | Jose L. Ortiz          | Chad C. Brown           | e Five Racing & Stonestreet Stables             | 1'50"01 |
| 2017  | Girvin             | Tale of Ekati      | Robby Albarado         | Joe Sharp               | Brad Grady                                      | 1'48"35 |
| 2016  | Exaggerator        | Curlin             | Kent J. Desormeaux     | J. Keith Desormeaux     | Big Chief Racing, Head of Plains Partners & al. | 1'48"70 |
| 2015  | American Pharoah   | Pioneerof the Nile | Victor Espinoza        | Bob Baffert             | Zayat Stables                                   | 1'47"95 |
| 2014  | Bayern             | Offlee Wind        | Martin Garcia          | Bob Baffert             | Kaleem Shah                                     | 1'47"82 |
| 2013  | Verrazano          | More Than Ready    | John R. Velazquez      | Todd A. Pletcher        | Let's Go Stable & Coolmore                      | 1'50"68 |
| 2012  | Paynter            | Awesome Again      | Rafael Bejarano        | Bob Baffert             | Zayat Stables                                   | 1'48"67 |
| 2011  | Coil               | Point Given        | Martin Garcia          | Bob Baffert             | M. Pegram, K. Watson & Paul Weitman             | 1'48"10 |
| 2010  | Lookin At Lucky    | Smart Strike       | Martin Garcia          | Bob Baffert             | M. Pegram, K. Watson & Paul Weitman             | 1'49"40 |
| 2009  | Rachel Alexandra   | Medaglia d'Oro     | Calvin H. Borel        | Steven M. Asmussen      | Stonestreet Stables & Harold McCormick          | 1'47"21 |
| 2008  | Big Brown          | Boundary           | Kent J. Desormeaux     | Richard E. Dutrow Jr.   | IEAH Stables, Pegasus Holdings & al.            | 1'48"31 |
| 2007  | Any Given Saturday | Distorted Humor    | Garrett K. Gomez       | Todd A. Pletcher        | WinStar Farm & Padua Stables                    | 1'48"35 |
| 2006  | Bluegrass Cat      | Storm Cat          | John R. Velazquez      | Todd A. Pletcher        | WinStar Farm                                    | 1'48"85 |
| 2005  | Roman Ruler        | Fusaichi Pegasus   | Jerry D. Bailey        | Bob Baffert             | Fog City Stable                                 | 1'49"88 |
| 2004  | Lion Heart         | Tale of The Cat    | Joe Bravo              | Patrick L. Biancone     | Derrick Smith & Michael Tabor                   | 1'48"95 |
| 2003  | Peace Rules        | Jules              | Edgar S. Prado         | Robert J. Frankel       | Edmund A. Gann                                  | 1'49"32 |
| 2002  | War Emblem         | Our Emblem         | Victor Espinoza        | Bob Baffert             | The Thoroughbred Corporation                    | 1'48"21 |
| 2001  | Point Given        | Thunder Gulch      | Gary L. Stevens        | Bob Baffert             | The Thoroughbred Corporation                    | 1'49"77 |
| 2000  | Dixie Union        | Dixieland Band     | Alex O. Solis          | Richard E. Mandella     | Diamond A Racing & Herman Sarkowsky             | 1'50"00 |
| 1999  | Menifee            | Harlan             | Pat Day                | W. Elliott Walden       | Arthur B. Hancock III & James H. Stone          | 1'48"06 |
| 1998  | Coronado's Quest   | Forty Niner        | Mike E. Smith          | Claude R. McGaughey III | Stuart S. Janney III & Stonerside Stable        | 1'48"60 |
| 1997  | Touch Gold         | Deputy Minister    | Chris McCarron         | David E. Hofmans        | Frank Stronach & Stonerside Stable              | 1'47"62 |
| 1996  | Skip Away          | Skip Trial         | Jose A. Santos         | Sonny Hine              | Carolyn Hine                                    | 1'47"73 |
| 1995  | Serena's Song      | Rahy               | Gary L. Stevens        | D. Wayne Lukas          | Robert & Beverly Lewis                          | 1'48"94 |
| 1994  | Holy Bull          | Great Above        | Mike E. Smith          | Jimmy Croll             | Warren A. Croll Jr.                             | 1'48"36 |
| 1993  | Kissin Kris        | Kris S             | Jose A. Santos         | David R. Bell           | John A. Franks                                  | 1'49"58 |
| 1992  | Technology         | Time For a Change  | Jerry D. Bailey        | Sonny Hine              | Scott C. Savin & Classic Partners               | 1'48"78 |
| 1991  | Lost Mountain      | Cox's Ridge        | Craig Perret           | Thomas K. Bohannan      | Loblolly Stable                                 | 1'48"06 |
| 1990  | Restless Con       | Restless Native    | Timothy T. Doocy       | Duane Offield           | Jane Chambers & Barbera Rago                    | 1'49"20 |
| 1989  | King Glorious      | Naevus             | Chris McCarron         | Jerry Hollendorfer      | Four M Stable & Halo Farms                      | 1'49"80 |
| 1988  | Forty Niner        | Mr. Prospector     | Laffit Pincay Jr.      | Woodford C. Stephens    | Claiborne Farm                                  | 1'47"60 |
| 1987  | Bet Twice          | Sportin' Life      | Craig Perret           | Jimmy Croll             | Cisley Stable & Blanche Levy                    | 1'47"00 |
| 1986  | Wise Times         | Mr. Leader         | Christopher P. DeCarlo | Philip A. Gleaves       | Russell L. Reineman Stables                     | 1'48"60 |
| 1985  | Skip Trial         | Bailjumper         | Jean-Luc Samyn         | Sonny Hine              | Mrs. Ben Cohen                                  | 1'48"60 |
| 1984  | Big Pistol         | Romeo              | Garth Patterson        | Lynn S. Whiting         | W. Cal Partee                                   | 1'47"80 |
| 1983  | Deputed Testamony  | Traffic Cop        | Herb McCauley          | J. William Boniface     | Bonita Farm                                     | 1'49"20 |
| 1982  | Wavering Monarch   | Majestic Light     | Randy Romero           | George R. Arnold II     | Glencrest Farm                                  | 1'47"80 |
| 1981  | Five Star Flight   | Top Command        | Craig Perret           | Ben W. Perkins Sr.      | Mr. & Mrs. Arnold A. Wilcox                     | 1'48"40 |